# Contea di Langlade
La contea di Langlade (in inglese, Langlade County) è una contea dello Stato del Wisconsin, negli Stati Uniti. La popolazione al censimento del 2000 era di 20 740 abitanti. Il capoluogo di contea è Antigo.